# Métro de Riga

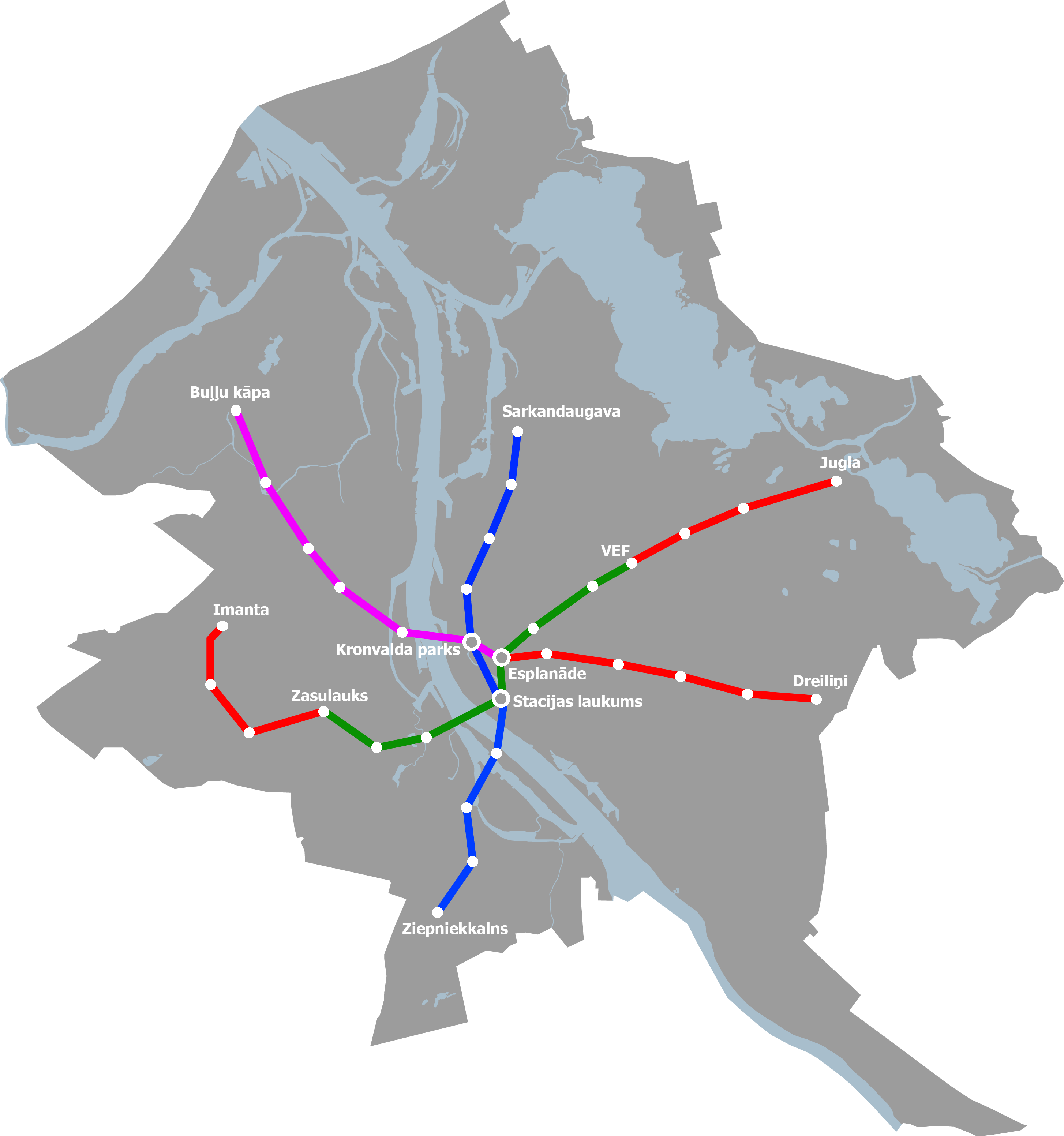
Carte du métro de Riga.

Le métro de Riga (letton : Rīgas metro) est un réseau métropolitain qui a été projeté pour Riga en Lettonie, pendant la période soviétique. 
Il était prévu de construire trois lignes comportant au total 33 stations pour 2021. Cependant, à la fin des années 1980, durant la révolution chantante, tout le projet subit une forte opposition et avec la chute de l'Union soviétique, la construction, qui était prévue pour commencer en 1990, n'a jamais été lancée.
Depuis 1990 la baisse de la population de Riga, à cause de l'émigration et de la décroissance démographique, rend la construction d'un métro irréaliste dans un futur proche. En fait, depuis la chute de l'Union soviétique, la construction d'un métro n'a même pas été débattue publiquement.

## Histoire

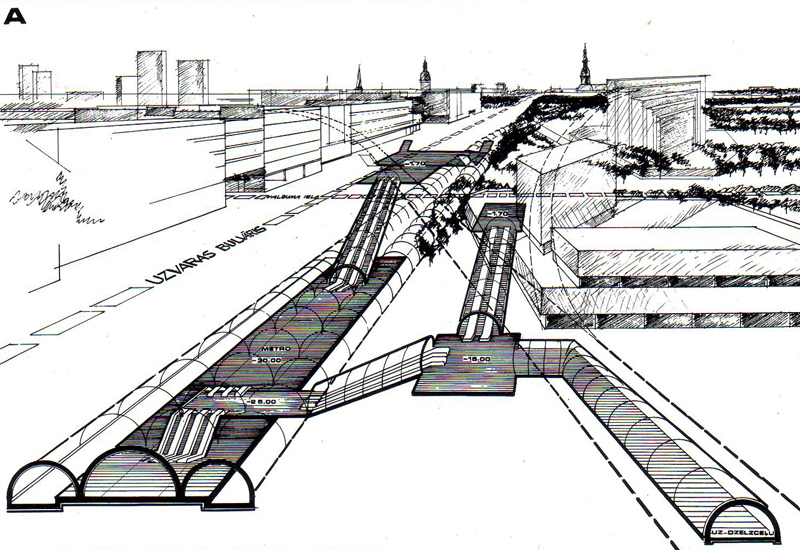
Plan axonométrique de la station Uzvaras, 1981.

L'idée d'un métro à Riga émergea au milieu des années 1970, au moment où les urbanistes cherchaient à trouver des solutions aux problèmes de circulation dans la capitale de la république socialiste soviétique de Lettonie. Plusieurs modalités furent envisagées, notamment la reconstruction d'un réseau de train urbain ou l'installation de tramways rapides. Cependant, les autorités les considéraient comme inefficaces, le principal problème étant la brusque augmentation de la population de la ville qui devait dépasser le million, seuil nécessaire à la construction d'un métro en URSS.
La conception fut réservée à l'Institut Metrogiprotrans à Moscou, lequel était à l'origine de plusieurs autres réseaux métropolitains soviétiques. Le premier rapport technique et économique fut publié en 1978. Trois années supplémentaires furent nécessaires à un approfondissement du projet auxquelles devaient s'ajouter neuf années pour la construction. La première ligne devait par conséquent être mise en marche en 1990. Néanmoins, le processus de développement fut soumis à des retards à répétition.
En 1984, face à des problèmes géologiques avec le sous-sol de la ville, le projet fut redirigé vers l'institut Lenmetroproekt de Léningrad, plus expérimenté avec de type de problématiques. L'ouverture de la première ligne fut alors reportée à 1997 au plus tôt.
En 1986, le master-plan du système métropolitain fut mis à jour pour inclure trois lignes au lieu de deux. Malgré d'importants retards, la préparation des travaux fut achevée en 1989 et ces derniers devaient démarrer en 1990, avec une inauguration prévue entre 2000 et 2002.
Toutefois, la dislocation de l'URSS et l'indépendance de la Lettonie, associées à une vague importantes de critiques, mirent fin au projet.

## Lignes

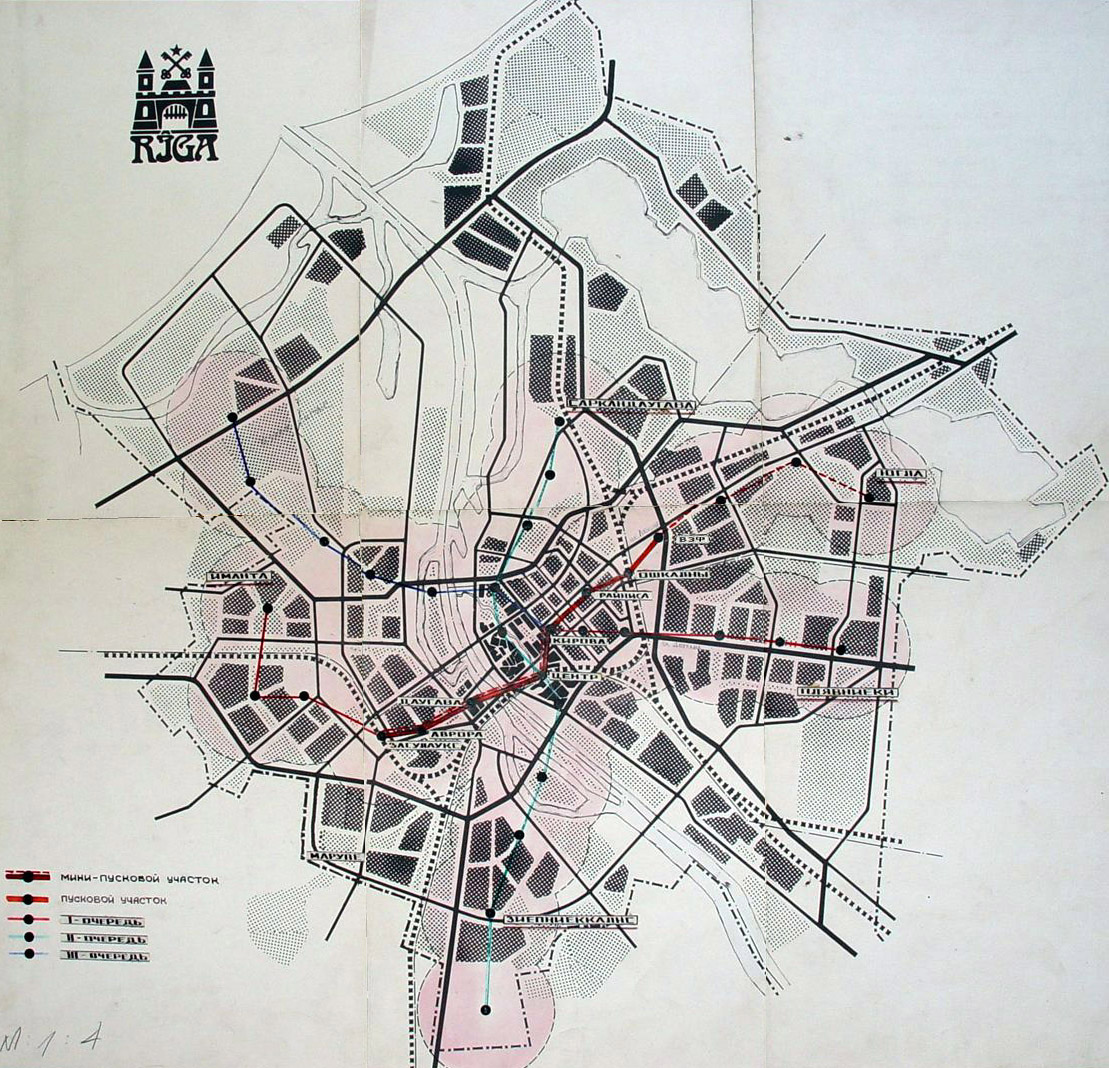
Plan urbanistique de Riga avec les lignes de métro, 1986.

Le plan initial comportait deux lignes, auxquelles fut adjointe une troisième ligne.

### Projet initial
- Ligne 1 : de Pleskodāle/Zolitūde à Purvciems/Dreilini
- Ligne 2 : de Mīlgrāvis à Ziepniekkalns

### Second projet
- Ligne 1 : Imanta-Centrs-Jugla
- Ligne 2 : Dreilini/Pļavnieki-Centrs
- Ligne 3 : Mežaparks-Centrs-Ziepniekkalns
- Extension de la ligne 2 : Centrs-Buļļi

### Première section
La première section prévue mesurait 8,3 km de long. 12 minutes étaient prévues pour parcourir le tronçon qui comportait 8 stations, dont 4 au centre de la ligne étaient situées très en profondeur :
Zasulauks, Agenskalns, Daugava, Gare centrale, Druzhba (Amitié), Marché de Vidzeme, Oshkalny, VEF.

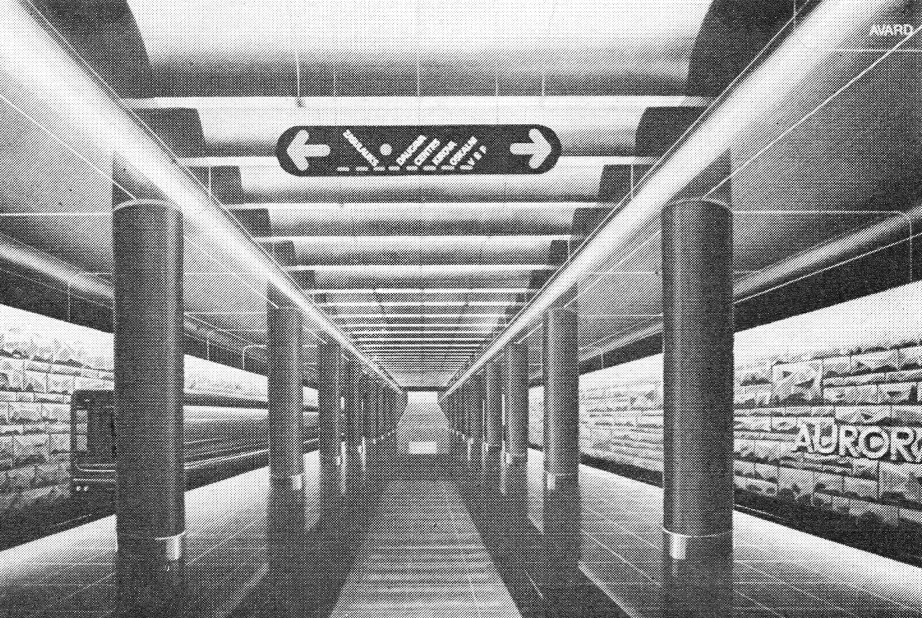
Projet pour la station Agenskalns (d'abord nommée Aurora).
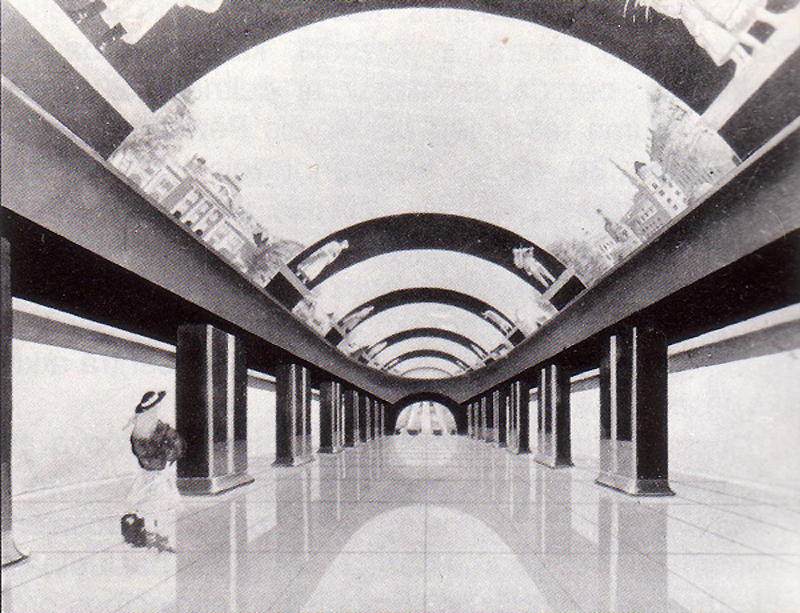
Une des propositions pour la station Gare centrale.
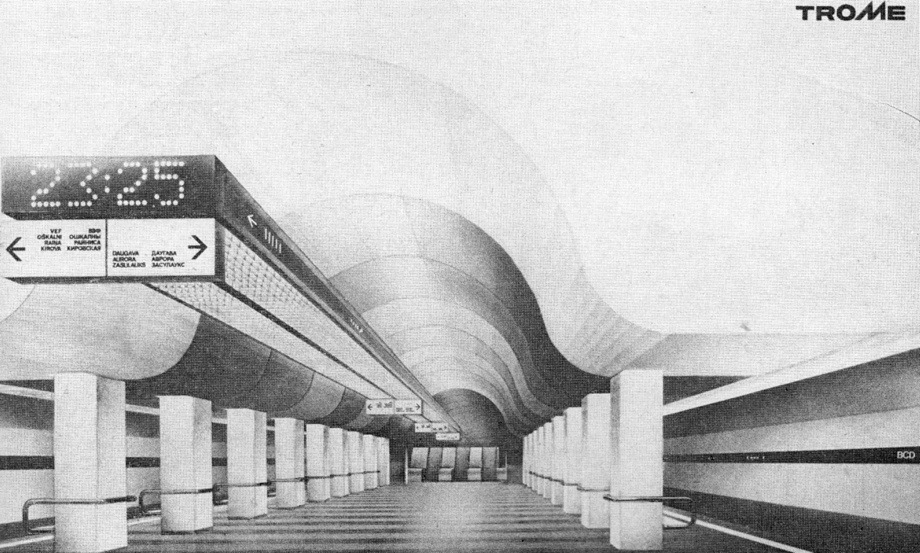
Un des projets pour la station Gare centrale.
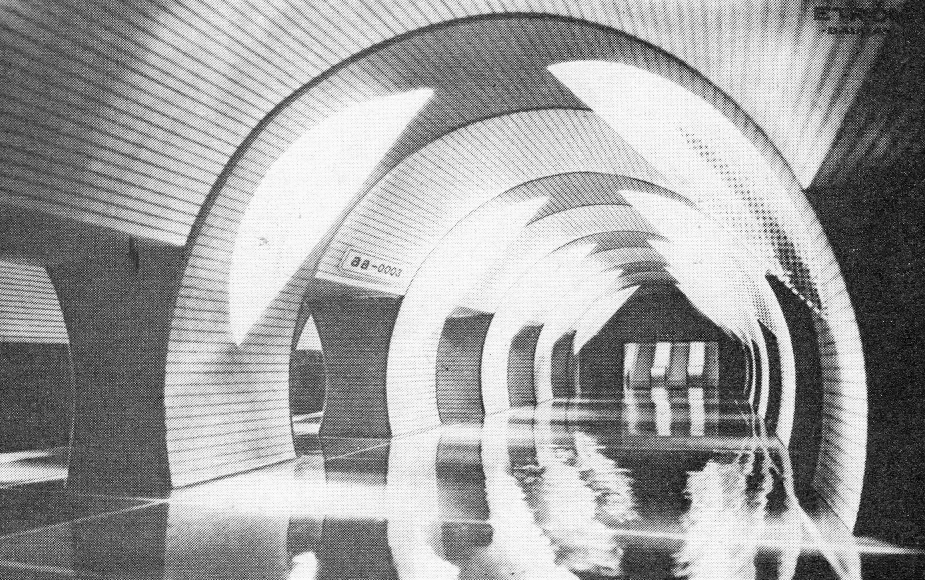
Projet de 1983 pour la station Daugava.
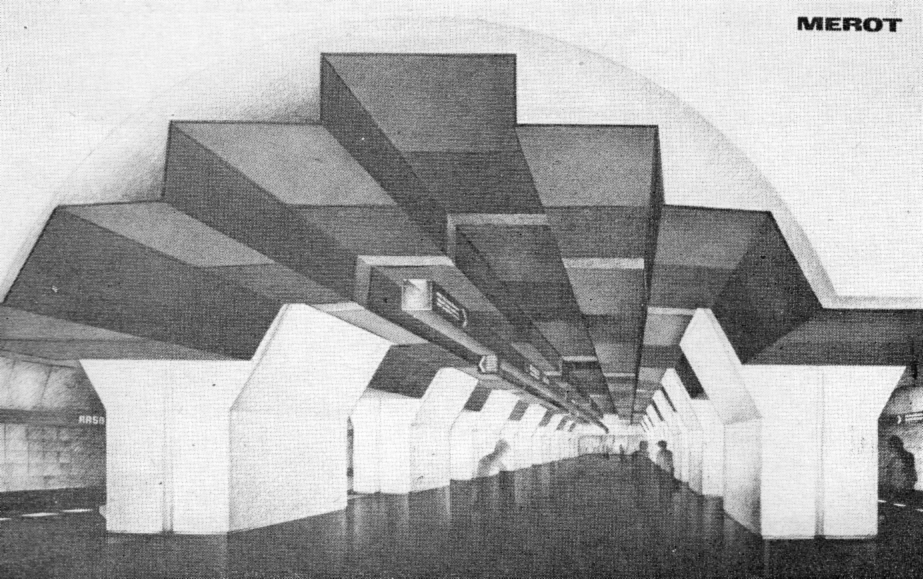
Projet pour la station Marché de Vidzeme (initialement connue sous le nom Rainis).
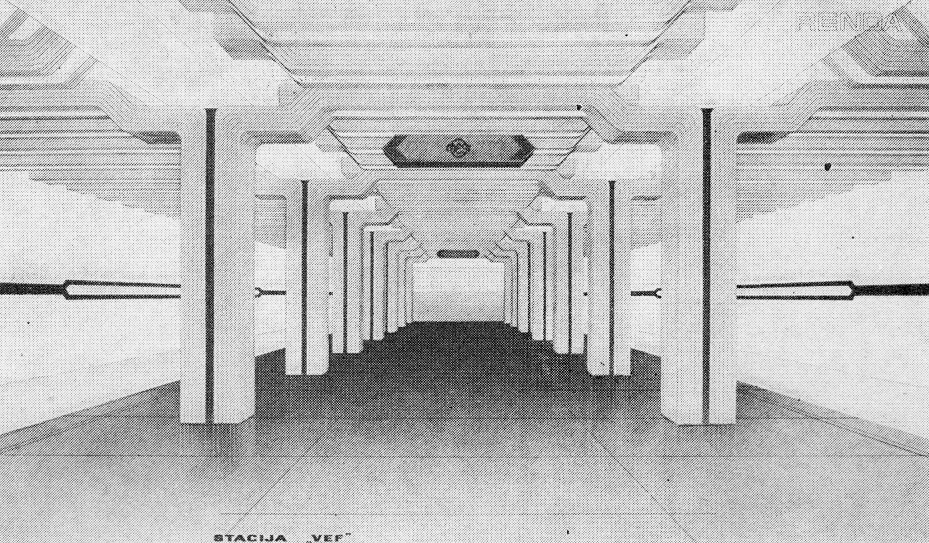
L'un des projets pour la station VEF.
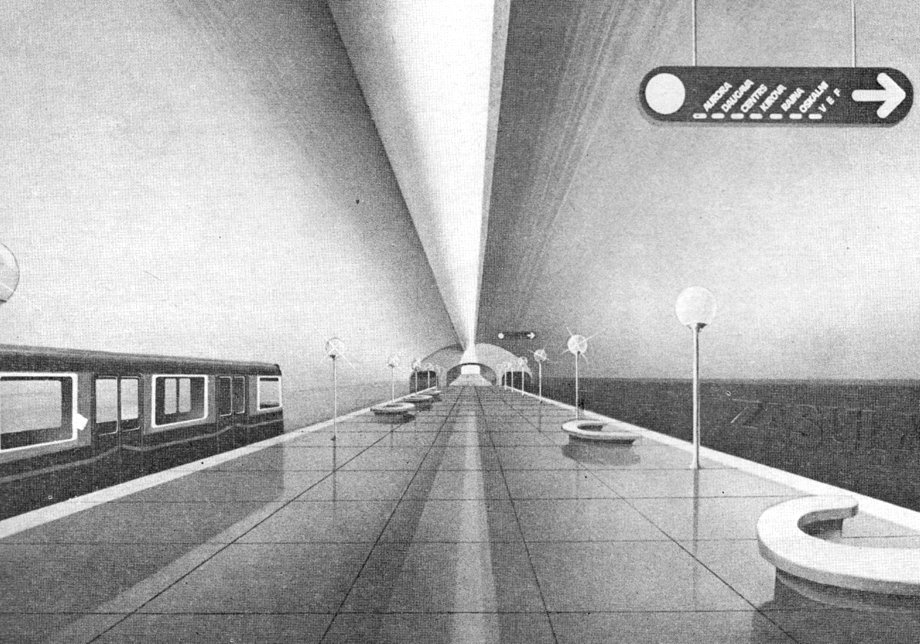
Un des projets pour le terminus Zasulauks.
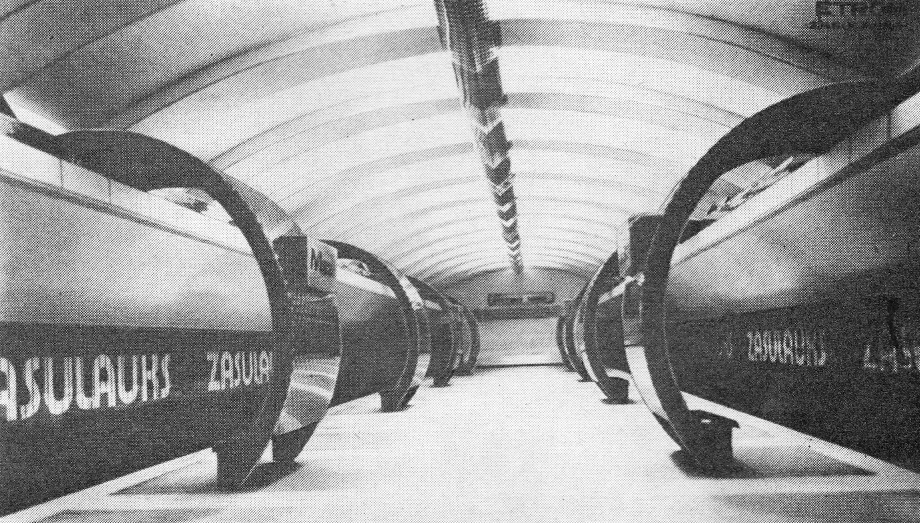
Un des projets de 1983 pour le terminus Zasulauks.
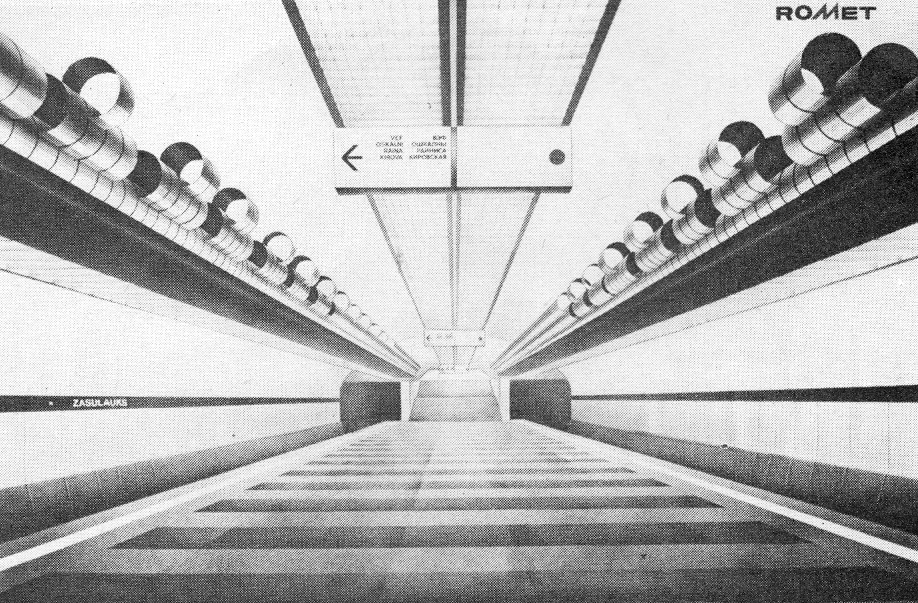
Un des projets de 1983 pour le terminus Zasulauks.

## Un réseau métropolitain cher à construire
Le premier métro des républiques socialistes baltes aurait dû être le plus cher jamais construit dans l'Union soviétique. Son coût était estimé à 25 ou 26 millions de roubles le kilomètre. En comparaison, le métro de Minsk, construit au même moment, coûtait 15 millions de roubles au kilomètre.
Toutefois, les autorités à Riga ne se sont jamais vraiment inquiétées à ce sujet, des fonds étant attendus de Moscou, malgré une compétition avec d'autres villes soviétiques comme Odessa ou Omsk, également engagées dans un projet de construction de métro.

## Critiques
Tandis que les retards s'accumulaient et alors que la Perestroïka libérait la parole en URSS, le projet de métro de Riga essuya de nombreuses critiques.
Les premières étaient d'ordre scientifiques et techniques. Les nappes phréatiques et la nature instable du sol rendant les travaux comme l'exploitation du réseau imprévisible et complexe. La presse locale était remplie d'articles géologiques et géodésiques expliquant les risques que comportait le projet, notamment d'inondation des tunnels, bien que ce type d'arguments n'aient pas empêché la construction du métro de Léningrad, soumis aux mêmes problématiques géologiques. 
Des revendications écologistes ont également été à l'origine de ces critiques, à l'image des réticences contre l'exploitation de bitumineux en Estonie ou contre la construction de centrales thermiques en Lituanie. En 1987, une manifestation de militants écologistes eut lieu dans la ville, conduisant les autorités de Riga et de la RSS de Lettonie a engager de nouvelles études de faisabilité auprès de Moscou. 
Enfin, la peur qu'une nouvelle vague de migration de populations slaves, et plus particulièrement russophone, ne fût encouragée par la mise en service d'un réseau de métro fut aussi à l'origine des réticences vis-à-vis du projet, dans un contexte complexe de crainte pour l'identité et la langue lettones.

## Abandon
Les manifestations de 1987 ainsi que l'indépendance de la Lettonie ont généré beaucoup de débats sur la poursuite ou non de la construction du métro de Riga. Aucuns travaux n'ont finalement exécutés et la question est absente du débat politique municipal et national depuis l'indépendance du pays.